# Argingrosso

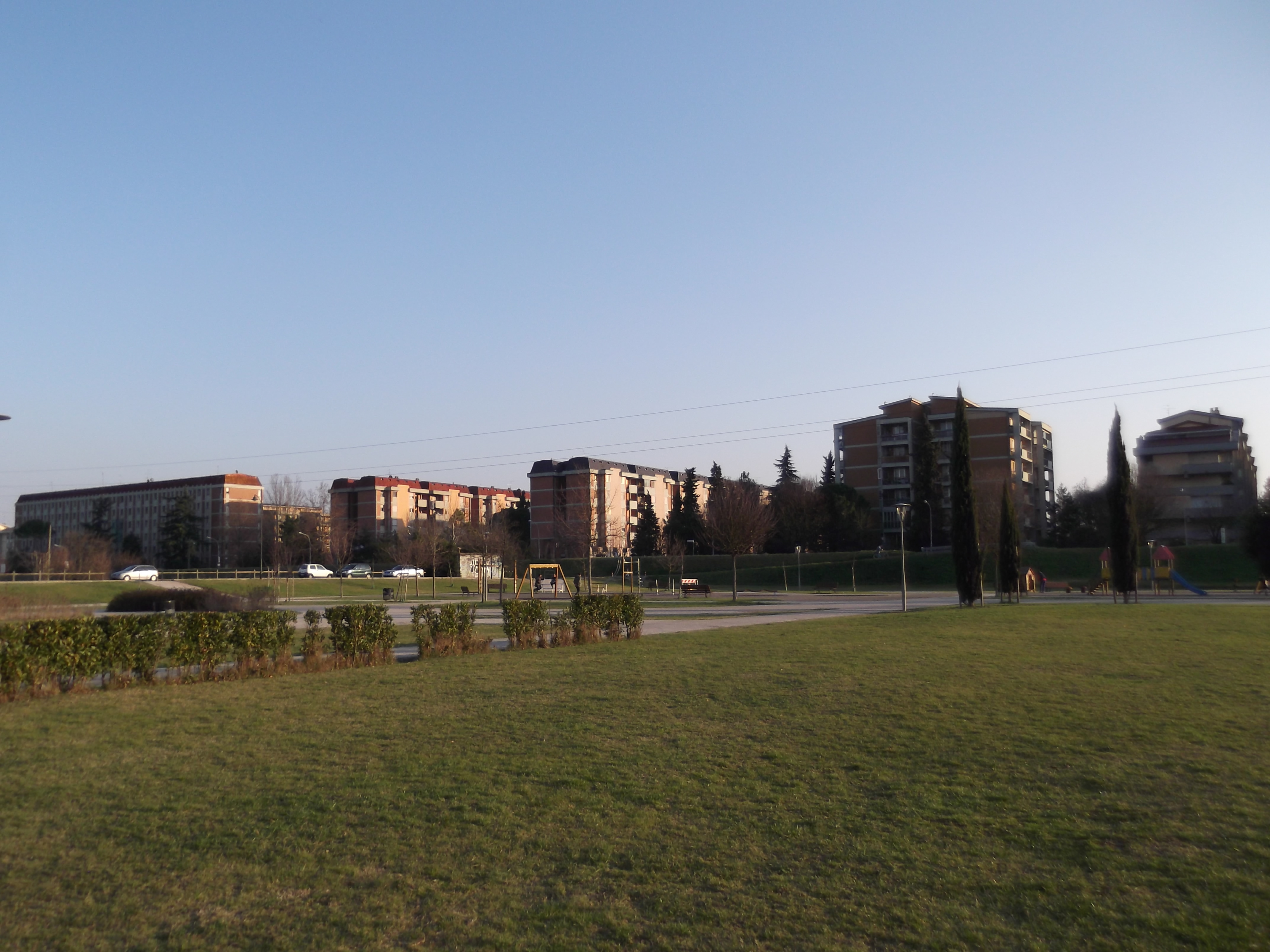
Edifici residenziali lungo via dell'Argingrosso

L’Argingrosso è un rione periferico di Firenze, in Oltrarno, appartenente al quartiere 4 di Firenze.
Col nome Argingrosso generalmente si tende ad identificare una zona molto più ampia dello storico rione, comprendendo all'interno le frazioni di Cintoia e I Bassi che, invece, confinano con questo rispettivamente a sud ed est. Spesso la stessa zona dell'Argingrosso assieme ai rioni Cintoia, I Bassi e Le Torri è denominata erroneamente Isolotto, o Isolotto Nuovo, interpretando questo settore di città come un prolungamento naturale della storica zona di Firenze edificata all'inizio degli anni ‘50 del XX secolo che tuttavia ha caratteristiche urbanistiche nettamente diverse: la prima è costituita da palazzi in linea o a torre piuttosto alti costruiti a partire dalla fine degli anni sessanta, dotati quasi sempre di pilotis e intervallati da grandi aree verdi e strutture a carattere collettivo come scuole, centri sportivi e centri commerciali; la seconda, invece, è stata costruita secondo i canoni delle città giardino inglesi ma in scala ridotta e, quindi, vi si trovano piccoli palazzi limitati in grandezza affiancati da giardini privati e pubblici che seguono e incorniciano la trama delle strade e delle viabilità ciclabili e pedonali.

## L'Argingrosso
L'Argingrosso vero e proprio è delimitato dal viadotto del ponte all’Indiano ad ovest, da via A. Canova a sud, da via dei Bassi ad est, e da via dell'Argingrosso a nord (dalla quale prende il nome).

### Gli edifici residenziali e il verde

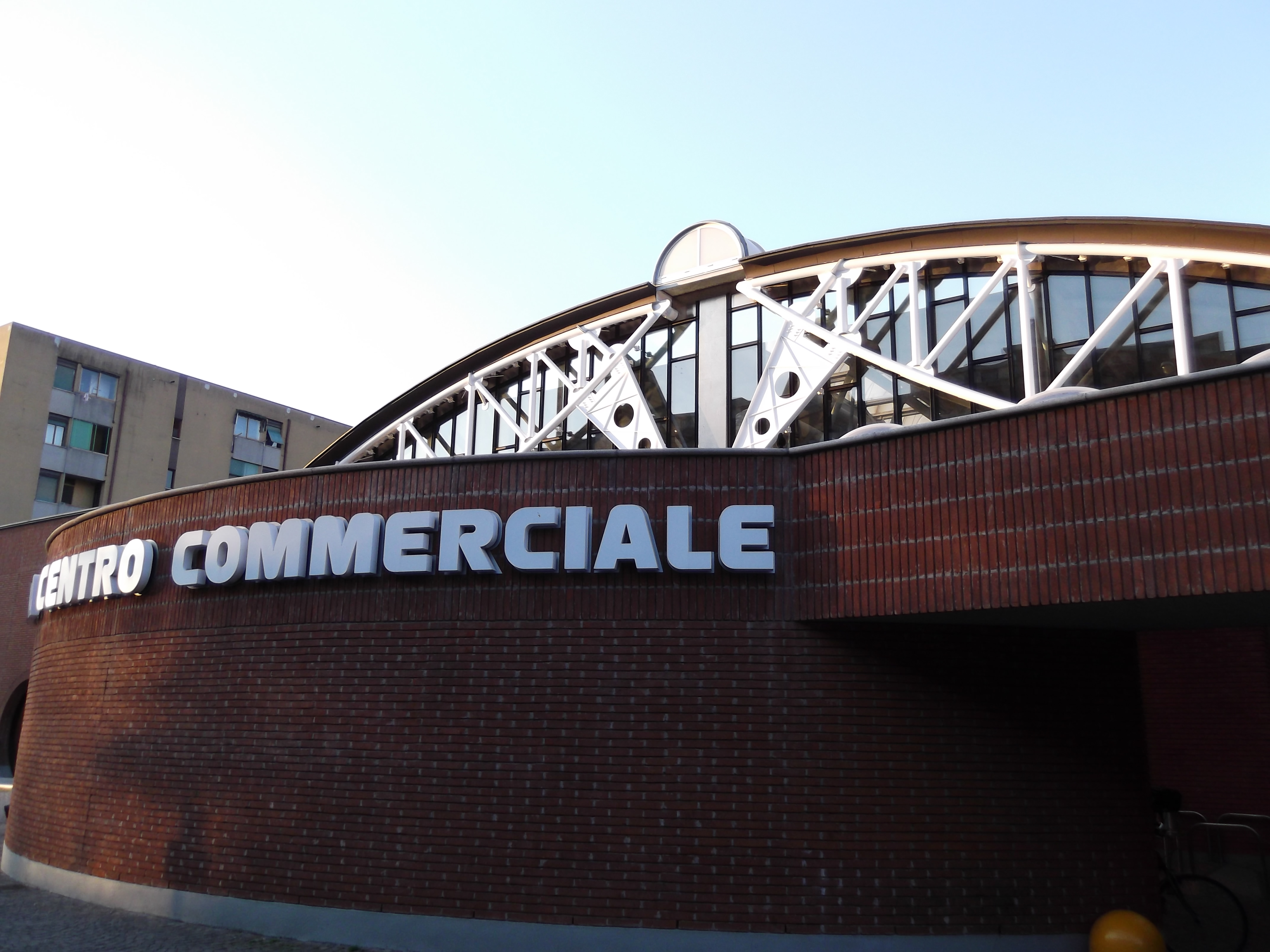
Centro commerciale Le Torri di Mario Botta

La zona è costituita da grandi condomini residenziali , e lo schema adottato prevalentemente è quello delle case in linea e a torre.
Fra le palazzine oltre a parcheggi e strade vi sono numerosi giardini e aree verdi di piccole e medie dimensioni. A nord, al di là dell'argine che delimita la cassa di espansione del fiume Arno è presente, inoltre, il grande parco dell'Argingrosso.

### Edifici scolastici e sanitari
Le strutture scolastiche presenti sono l'asilo nido Tasso Barbasso, la scuola dell'infanzia Argingrosso, la scuola elementare Laura Poli, la scuola elementare Italo Calvino e le scuole medie inferiori Giovanni Papini e Luigi Pirandello.
Da fine dicembre 2009 è aperto in via Canova-via Chiusi il nuovo centro culturale del quartiere 4 dove oltre alla nuova struttura “Bibliotecanova Isolotto”, che ha riunito in un unico edificio la biblioteca dell'Argingrosso (che era stata demolita) e dell'Isolotto, è presente il centro giovani e la ludoteca “La carrozza di Hans”, quest'ultima un tempo ospitata all'interno del borgo I Bassi, al piano terreno di alcuni edifici residenziali lungo via A. Modigliani.
Vicino alla biblioteca, sul lato ovest e nord-ovest, si situa il grande Distretto Socio Sanitario 4 del quartiere, completato negli anni novanta.

### Edifici commerciali
Nelle vicinanze del centro culturale, procedendo verso est lungo via A. Canova, si trova il centro commerciale Le Torri, inaugurato nel 1992 costruito in soli ventisette mesi dalla ditta Baldassini-Tognozzi su progetto di Mario Botta. Successivamente è stato ampliato e trasformato e attualmente ospita servizi di quartiere come le poste e l'anagrafe di quartiere.

## I Bassi

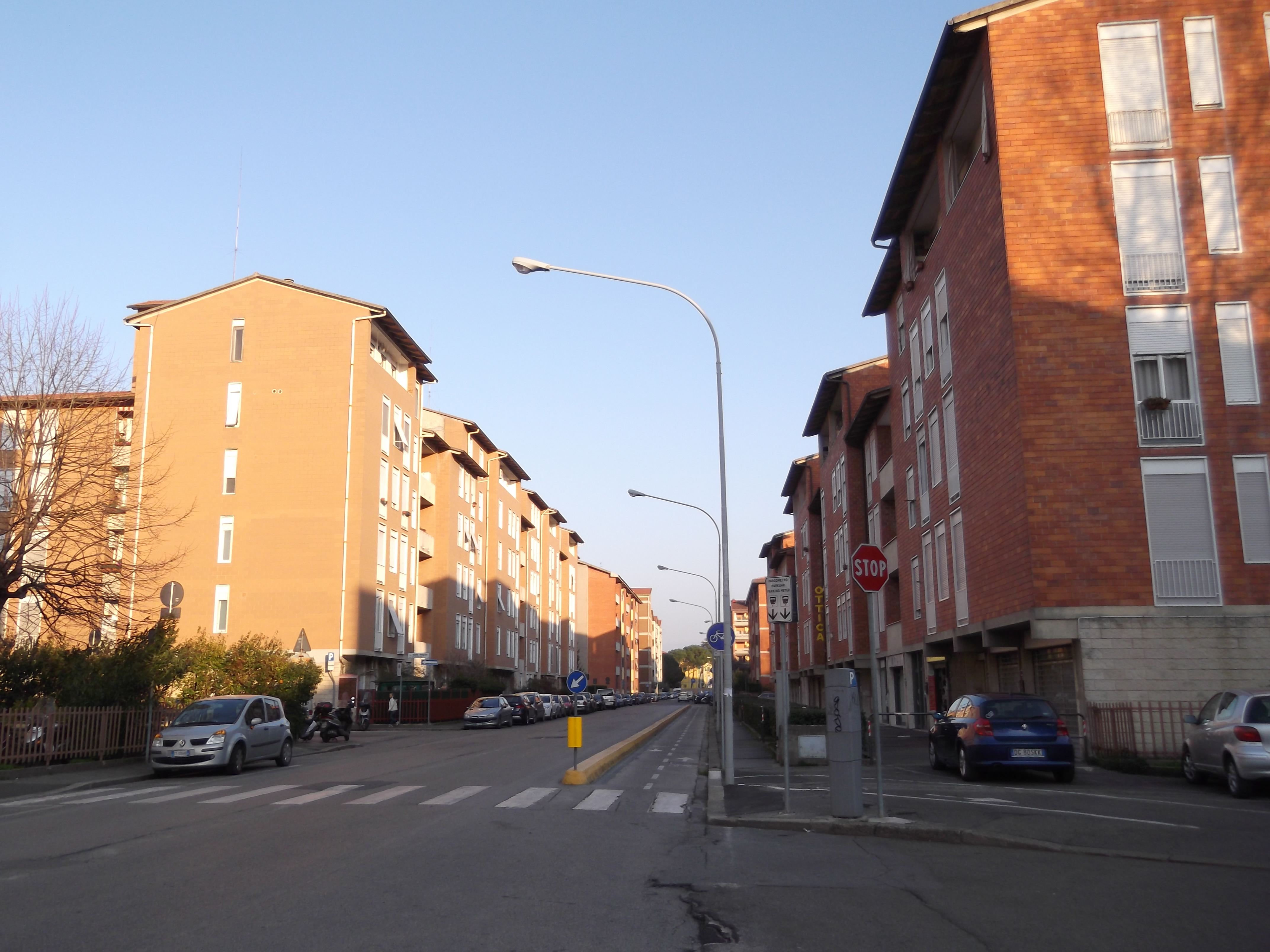
Via Amedeo Modigliani, nel rione I Bassi

I Bassi è il rione che si frappone fra quello dell'Argingrosso e quello dell'Isolotto (quest'ultimo termina in corrispondenza del viale dei Platani). È delimitato a sud da via A. Canova e quindi dal rione Le Torri, e a nord da via dell'Argingrosso, a causa del quale spesso viene nominato generalmente “Argingrosso”. A differenza di quest'ultimo è costituito da edifici residenziali di dimensioni più contenute e più ravvicinati e che in alcuni casi ospitano a piano terra delle attività private. Le aree verdi pubbliche e i giardini privati sono di modeste dimensioni. Da notare l'importante area denominata "quadrilatero verde" sul confine orientale del sobborgo, adiacente all'Isolotto: prima sede di un vivaio fu abbandonata per molti anni fino ad inizio 2011 quando partirono i lavori per la creazione di un parcheggio interrato sormontato da una grande piazza-giardino pedonale. Una lunga lotta era stata intrapresa dai cittadini affinché l'area non venisse cementificata e fosse creato, invece, un parco urbano; nonostante l'interesse suscitato anche a livello nazionale che gli è valso un posto nella classifica dell'anno 2008 dei luoghi del cuore promossa dal FAI, i lavori partirono e come prima cosa sono state abbattute le alberature esistenti (a parte alcune essenze), antica e preziosa testimonianza dei vivai che un tempo caratterizzavano i terreni dell'area.
Le strutture di interesse più importanti sono la scuola materna Edardo de Filippo, la chiesa del Santissimo Nome di Gesù ai Bassi, i centri sportivi in via Pio Fedi e in via dei Bassi e il centro commerciale Esselunga Argingrosso, chiuso il 4 novembre 2014, nonostante le proteste degli abitanti, per permettere l'apertura del nuovo supermercato Esselunga del Galluzzo.

## Le Torri
Il rione de Le Torri si estende su un'area di forma triangolare, delimitata ad ovest da via dei Bassi, a sud da viale Etruria, a nord da via A. Canova e a sud-est da Legnaia (il rione della chiesa di San Quirico).

### Residenze, attività private e poli di interesse

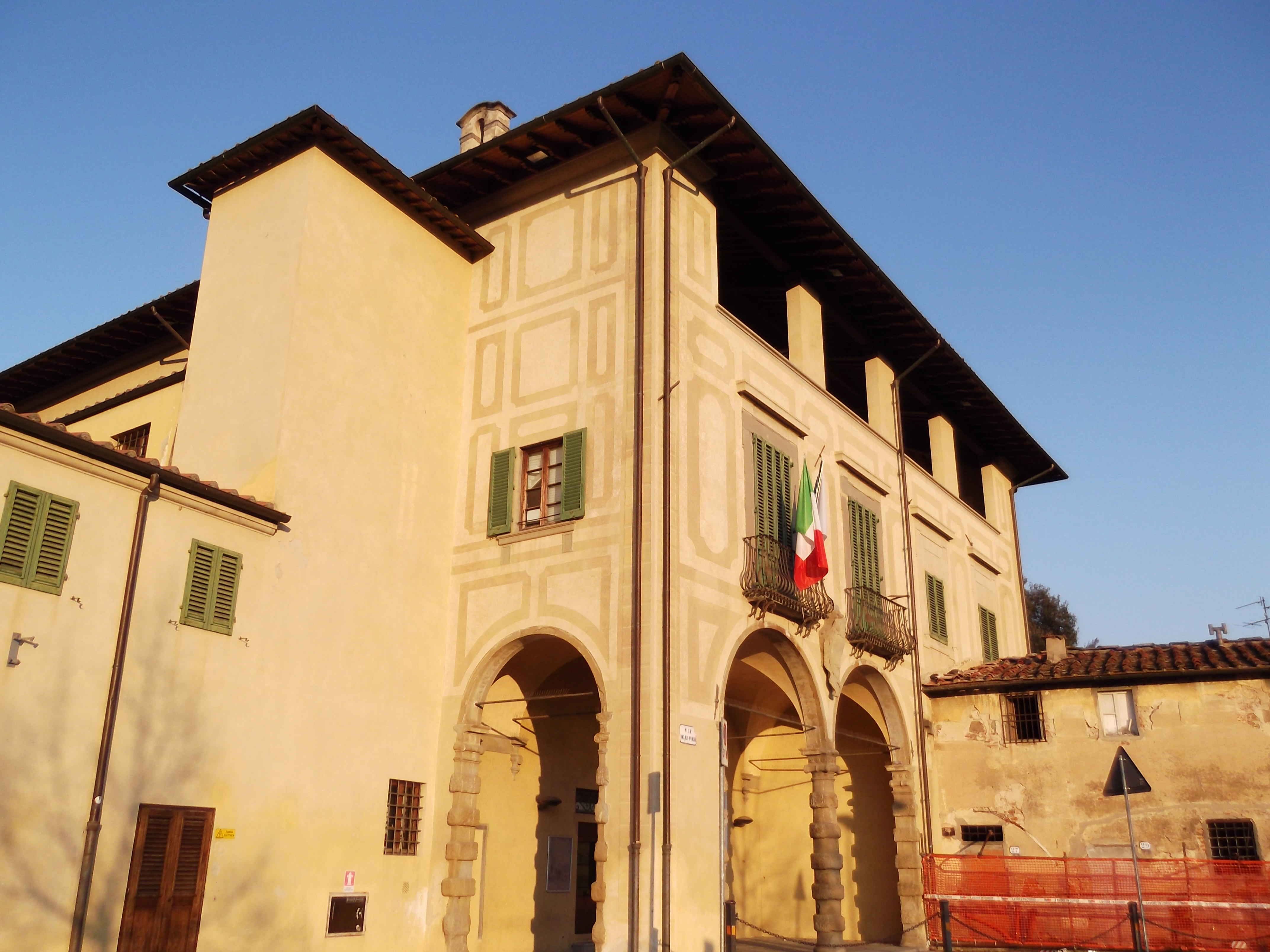
Villa Vogel, sede del Quartiere 4

La zona è caratterizzata dalla presenza di residenze moderne, non troppo alte, attività commerciali al dettaglio, piccole imprese.
È ancora presente, sebbene incorporata nel resto del quartiere, la piccola frazione storica, in cui riveste un ruolo di particolare importanza Villa Vogel, situata in Via delle Torri, e l'omonimo parco: si tratta di una grande villa signorile cinquecentesca appartenuta alle famiglie fiorentine dei Capponi, dei Franceschi e infine alla famiglia svizzera dei Vogel: oggi è la sede amministrativa del quartiere 4.  L'area storica è costituita inoltre da palazzi antichi e case a schiera di un certo pregio.

### Area ex Campolmi

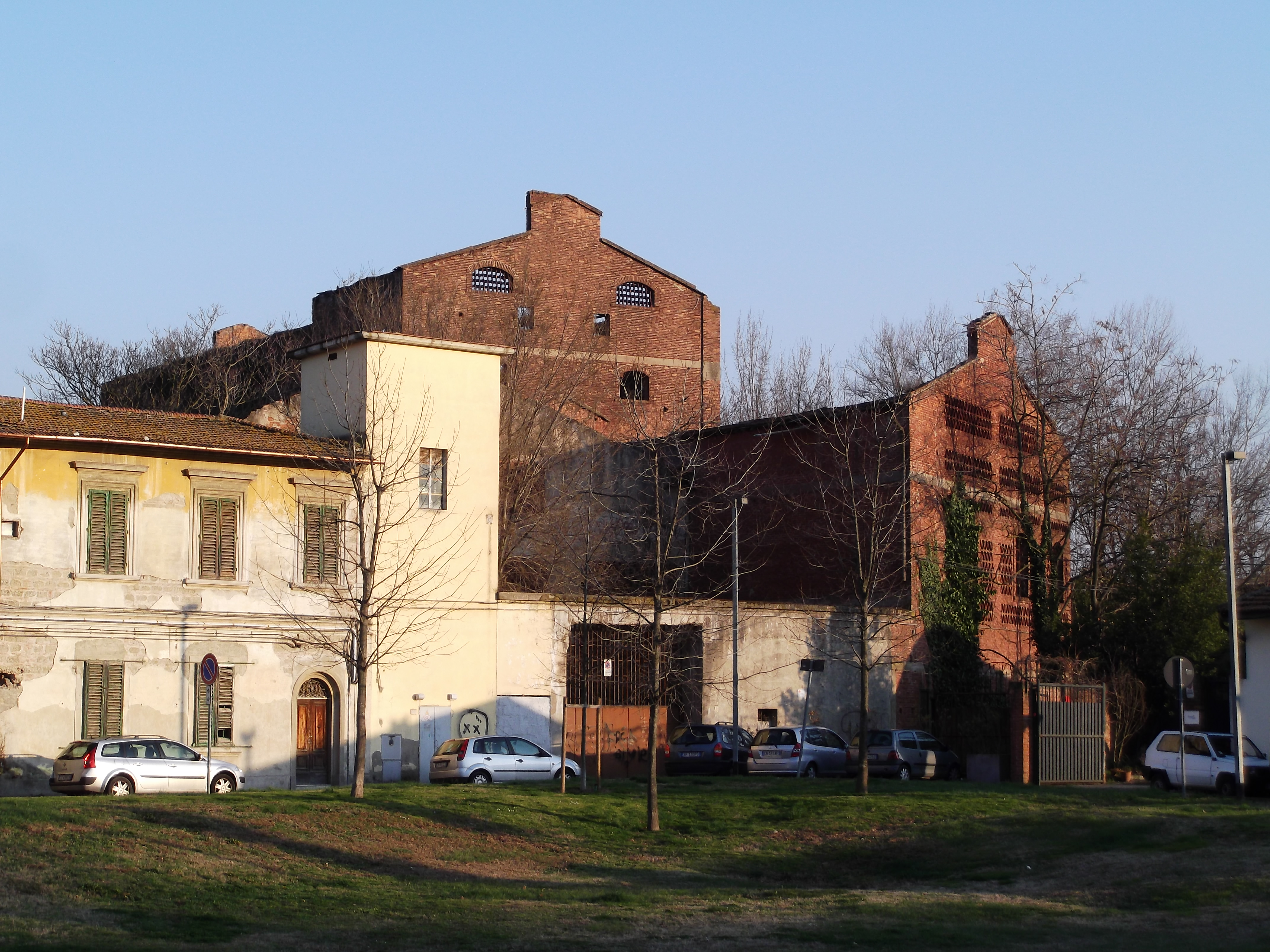
Area ex Campolmi nel 2012

L'area ex Campolmi contiene i resti di quella che fu dapprima una fabbrica di produzione di concimi chimici per poi essere ceduta a vari artigiani ed essere, infine, distrutta a causa di un incendio.
Ubicata in via Delle Muricce 3, di fronte al parco di Villa Vogel nell'angolo sud-orientale del rione Le Torri, per le sue dimensioni si staglia nettamente nel paesaggio urbano ed è visibile da direttrici viarie quali viale Etruria, via A. Canova e viale F. Talenti.
La zona in cui sorgono i ruderi era inizialmente a carattere prevalentemente agricolo ma verso la fine del XIX secolo fu scelta dai Soci Romanelli e Bertelli per la costruzione di una fabbrica per la produzione di concimi in maniera chimica. L'area venne così denominata dalla popolazione "Concimaia".
All'inizio del XX secolo Galileo Campolmi rilevò l'intero blocco eseguendo vari lavori di ristrutturazione ed ampliamento della fabbrica.
L'attività di Campolmi proseguì sino al fine degli anni '60 e nei primi anni '70 quel che rimaneva della fabbrica passò in mano ad artigiani e privati fra i quali una ditta di imballaggi.
Nel 1984 per cause ignote un incendio divampò nell'enorme struttura provocandone la sua semi-distruzione. Dopo quel tragico incendio più volte si è tentato di trovare una soluzione per una eventuale bonifica dell'area e valorizzazione dell'antico fabbricato di alto valore storico, senza mai di fatto riuscirci.